# Marco Koch
Marco Koch (Darmstadt, 25 de enero de 1990) es un deportista alemán que compite en natación, especialista en el estilo braza.
Ganó dos medallas en el Campeonato Mundial de Natación, oro en 2015 y plata en 2013, y cuatro medallas en el Campeonato Mundial de Natación en Piscina Corta entre los años 2014 y 2018.
Además, obtuvo tres medallas en el Campeonato Europeo de Natación entre los años 2012 y 2016, y ocho medallas en el Campeonato Europeo de Natación en Piscina Corta entre los años 2008 y 2019.
Participó en tres Juegos Olímpicos de Verano, entre los años 2012 y 2020, ocupando el séptimo lugar en Río de Janeiro 2016, en las pruebas de 200 m braza y 4 × 100 m estilos.

## Palmarés internacional
| Campeonato Mundial                  | Campeonato Mundial       | Campeonato Mundial | Campeonato Mundial |
| Año                                 | Lugar                    | Medalla            | Prueba             |
| ----------------------------------- | ------------------------ | ------------------ | ------------------ |
| 2013                                | Barcelona (España)       | Medalla de plata   | 200 m braza        |
| 2015                                | Kazán (Rusia)            | Medalla de oro     | 200 m braza        |
| Campeonato Mundial en Piscina Corta |                          |                    |                    |
| Año                                 | Lugar                    | Medalla            | Prueba             |
| 2014                                | Doha (Catar)             | Medalla de plata   | 200 m braza        |
| 2016                                | Windsor (Canadá)         | Medalla de oro     | 100 m braza        |
| 2016                                | Windsor (Canadá)         | Medalla de oro     | 200 m braza        |
| 2018                                | Hangzhou (China)         | Medalla de bronce  | 200 m braza        |
| Campeonato Europeo                  |                          |                    |                    |
| Año                                 | Lugar                    | Medalla            | Prueba             |
| 2012                                | Debrecen (Hungría)       | Medalla de plata   | 200 m braza        |
| 2014                                | Berlín (Alemania)        | Medalla de oro     | 200 m braza        |
| 2016                                | Londres (Reino Unido)    | Medalla de plata   | 200 m braza        |
| Campeonato Europeo en Piscina Corta |                          |                    |                    |
| Año                                 | Lugar                    | Medalla            | Prueba             |
| 2008                                | Rijeka (Croacia)         | Medalla de plata   | 4 × 50 m estilos   |
| 2010                                | Eindhoven (Países Bajos) | Medalla de oro     | 200 m braza        |
| 2013                                | Herning (Dinamarca)      | Medalla de plata   | 100 m braza        |
| 2013                                | Herning (Dinamarca)      | Medalla de bronce  | 200 m braza        |
| 2015                                | Netanya (Israel)         | Medalla de oro     | 100 m braza        |
| 2015                                | Netanya (Israel)         | Medalla de oro     | 200 m braza        |
| 2017                                | Copenhague (Dinamarca)   | Medalla de plata   | 200 m braza        |
| 2019                                | Glasgow (Reino Unido)    | Medalla de bronce  | 200 m braza        |